# Alain Vigneault
Alain Vigneault (* 14. Mai 1961 in Québec) ist ein ehemaliger kanadischer Eishockeyspieler und derzeitiger -trainer. Während seiner nur kurz währenden aktiven Karriere absolvierte der Verteidiger unter anderem 42 Partien für die St. Louis Blues in der National Hockey League (NHL). Anschließend wurde er vor allem als Cheftrainer in der NHL bekannt, so betreute er in dieser Funktion bisher die Canadiens de Montréal (1997–2000), die Vancouver Canucks (2006–2013), die New York Rangers (2013–2018) sowie von April 2019 bis Dezember 2021 die Philadelphia Flyers.

## Karriere
Als Junior spielte Vigneault in der QMJHL für die Hull Olympiques und die Trois-Rivières Draveurs. Die St. Louis Blues wählten ihn im NHL Entry Draft 1981 in der achten Runde an 167. Position aus. In den folgenden beiden Spielzeiten war er meist für deren Farmteam, die Salt Lake Golden Eagles, in der Central Hockey League tätig, kam aber auch auf 42 Einsätze in der NHL. Es folgte eine Spielzeit, in der er für die Montana Magic in der CHL und Maine Mariners in der American Hockey League spielte, bevor der Kanadier seine aktive Karriere beendete.
Zwei Jahre später kehrte er als Cheftrainer zu seinem ehemaligen Juniorenteam, den Trois-Rivières Draveurs, zurück. Nach einem Jahr beerbte er Pat Burns als Trainer seines anderen ehemaligen Juniorteams, den Hull Olympiques. Dort blieb Vigneault fünf Jahre, bevor er zur Saison 1992/93 in der Funktion des Assistenztrainers zu den Ottawa Senators wechselte. Im Laufe seiner vierten Spielzeit mit den Senators kehrte er in die QMJHL zurück und trainierte die Beauport Harfangs.
Zur Saison 1997/98 verpflichteten ihn die Montréal Canadiens, wo er der jüngste Cheftrainer in der Clubgeschichte war. Obwohl man sich aus finanziellen Gründen von zahlreichen Spielern trennte, verrichtete Vigneault sehr erfolgreiche Arbeit und wurde im Jahr 2000 für den Jack Adams Award nominiert.
Nach seiner Entlassung 2001 in Montréal, übernahm er 2003 mit den Prince Edward Island Rocket erneut ein Team in der QMJHL und wechselte 2005 zu den Manitoba Moose in die AHL. In der Saison 2006/07 wurde er als Cheftrainer der Vancouver Canucks engagiert und 2007 für den Jack Adams Award nominiert, den er diesmal gewann. Nachdem die Vancouver Canucks in den NHL-Playoffs der Saison 2012/13 in der ersten Runde mit einem Sweep den San Jose Sharks unterlagen, wurde Vigneault entlassen. Mitte Juni 2013 übernahm er die Position des Cheftrainers bei den New York Rangers, welche sich zuvor vom US-Amerikaner John Tortorella getrennt hatten.
In New York konnte er in seiner ersten Saison mit den Rangers das Stanley-Cup-Finale erreichen, in dem sie den Los Angeles Kings unterlagen. Wenig später errang er seinen 500. Sieg als NHL-Headcoach. Nach einer enttäuschenden Saison 2017/18, in der die Rangers den letzten Platz der Metropolitan Division belegten, wurde Vigneault entlassen. Es folgte eine Pause von einem Jahr für den Kanadier, ehe er im April 2019 als neuer Cheftrainer der Philadelphia Flyers vorgestellt wurde. Dort erreichte er nur in seinem ersten Jahr die Playoffs, bevor er nach einem schwachen Start in die Saison 2021/22 im Dezember 2021 entlassen wurde. Interimsweise übernahm vorerst sein bisheriger Assistent Mike Yeo seinen Posten.

## Erfolge und Auszeichnungen
- 1984 Calder-Cup-Gewinn mit den Maine Mariners
- 1988 Coupe-du-Président-Gewinn mit den Olympiques de Hull
- 1988 CHL Coach of the Year Award
- 2007 Jack Adams Award